# بركاني (أنجوان)
بركاني هي بلدة صغيرة تقع في جزيرة أنجوان في جزر القمر. بلغ عدد سكانها 3,787 نسمة حسب إحصاء عام 1991. و6,665 في تقدير عام 2009.